# Venerin učinek
Venerin učinek je pojav v psihologiji zaznavanja, poimenovan po različnih slikah Venere, ki gleda v ogledalo, kot so Venera pred ogledalom Diega Velázqueza, Tizianova Venera z ogledalom in Veronesejeva Venera z ogledalom. Gledalci takšnih slik imajo vtis, da Venera občuduje svoj odsev v ogledalu. Vendar pa gledalec vidi obraz Venere v ogledalu in niso neposredno za njo, zato tisto, kar vidi Venera v odsevu, ne more biti enako tistemu, kar vidi gledalec. Bolj logično bi bilo, če bi gledalec sklepal, da Venera gleda v odsev gledalca oziroma v primeru originalne postavitve v odsev slikarja.
Ta linija raziskav poudarja, da ima večina ljudi morda prepričanja, ki niso v skladu z opazovanimi pojavi. To področje je znano kot naivna fizika ali intuitivna fizika.
Ta psihološki učinek se pogosto uporablja v kinu, kjer je igralec prikazan, kako se očitno gleda v ogledalu. Kar vidijo gledalci, se razlikuje od tistega, kar vidi igralec, saj kamera ni takoj za igralcem, ampak je pozicija igralca pogosto izbrana tako, da je njegova podoba v ogledalu lepo uokvirjena za kamero.
Čeprav se ime učinka nanaša na žensko, Venero, je učinek bolj splošen. Učinek je viden z živaljo, ki se očitno gleda v ogledalu na tapiseriji Gospa in samorog (francosko La Dame à la licorne), kjer se zdi, da samorog gleda svoj odsev, ko kleči na tleh.
Bertamini et al. (2010) so izvedli dodatne študije in potrdili, da se Venerin učinek pojavlja tudi na fotografijah in v resničnem življenju, ko se oseba in ogledalo vidita v sobi.

## Galerija
- Hans von Aachen, Par z ogledalom, ok. 1596.
- Peter Paul Rubens, Venera z ogledalom, ok. 1614–15.
- Simon Vouet, Venerina toaleta, ok. 1628.